# Funt izraelski
Funt izraelski  (hebr. לירה ישראלית – lira jisra’elit, arab.: جنيه إسرائيلي – Dżunajh Israʾili) zwany także lirą izraelską – waluta w Izraelu w latach 1952–1980, zastąpiła funta palestyńskiego.
Monety były wybijane w następujących nominałach: 1 pruta, 5, 10 (trzy wzory), 25, 50, 100 (dwa wzory), 250, 500 prut, 1 agora, 5 (dwa wzory), 10 (dwa wzory), 25 agor, 1/2 funta, 1 funta i 5 funtów. Banknoty były emitowane w pięciu seriach (serii Banku Leumi le-Israel oraz czterech seriach Banku Izraela) o nominałach: 500 prut, 1/2 funta, 1 funt, 5, 10, 50, 100, 500 funtów.
W 1980 roku zdecydowano, że nową walutą będzie szekel.

## Historia
Władze żydowskiego Jiszuwu w Palestynie były świadome, że własna waluta jest symbolem niepodległości. Jednak przed 1948 rokiem nazwa nowego państwa nie była znana. Władze mandatowe wciąż posiadały prawo emisji funta palestyńskiego, wobec czego na terenie Mandatu Palestyny nie można było rozpocząć emisji nowej waluty. W tym celu Eli’ezer Hoofien i Aharon Barth nawiązali współpracę z American Banknote Co. w celu druku banknotów, z zastrzeżeniem, że nie będą one legalnym środkiem płatniczym. Informację o tym, iż banknoty te będą stanowić legalny środek płatniczy umieszczano na nich po wydrukowaniu. W związku z tym, że druk zlecono przed ogłoszeniem niepodległości, to na banknotach umieszczono nazwę „funt palestyński”, zapisaną jednak w formie לירה א"י (skrót od לירה ארץ-ישראלית, dosł. Lira Erec Jisra’el).
W 1949 roku rozpoczęto emisję pierwszych nowych monet, w projektowanie których zaangażowany był Ote Walisz, Leo Kadman i Hanan Pavel. Monety bito z błędną odmianą nominału. Zamiast hebrajskiej liczby mnogiej prutot (פרוטות) pojawiła się liczba pojedyncza pruta (פרוטה). Pierwszymi nominałami, które wyemitowano w 1949 roku były 50 i 100 prut. Do obiegu wprowadzano następnie monety o nominałach: jednej pruty, pięciu, 10, 25 prut (1950). W 1952 roku wyemitowano monetę o nominale 10 prut w nowym kształcie, a w 1955 roku wyemitowano nową monetę o nominale 100 prut o nowym składzie (90% stali, 10% niklu). W srebrze wybito także monety o nominałach 250 i 500 prut, których nie wprowadzono do obiegu. Można było je jednak nabyć z mennicy po cenie wyższej niż nominalna wartość. W 1956/1957 roku wybito aluminiową monetę o nominale 10 prut o okrągłym kształcie, a nazwa nominału pojawiła się w wersji prutot (פרוטות), a w latach 1957–1958 ta sama moneta została wybita na aluminiowych krążkach pokrytych miedzią.
W 1950 roku utworzono w Izraelu Bank Leumi le-Israel, który rok później przejął aktywa i pasywa Anglo-Palestine Banku. Sytuacja ta wymusiła druk nowych banknotów. W 1952 roku wyemitowano serię banknotów, na których widniała już nazwa funt izraelski (לירה ישראלית). Emisja Banku Leumi le-Israel objęła nominały 500 prut, jednego funta, 5, 10 i 50 funtów. Ministerstwo Finansów postanowiło wykorzystać w celu pobrania obowiązkowej pożyczki narodowej podczas wymiany banknotów. Funt Anglo-Palestine Bank odpowiadał wartości funta emitowanego przez Bank Leumi le-Israel (kurs wymiany wynosił 1:1). Bank pobierał pożyczkę na rzecz ministerstwa w wysokości 10% od banknotów od 5 funtów wzwyż oraz z kont bankowych od 50 funtów wzwyż. Operacja ta pozwoliła na zebranie 25 milionów funtów do wykorzystania przez budżet na rozwój na lata 1952–1953.
W 1954 roku uchwalono Prawa o Banku Izraela 5714-1954, które powołało do życia Bank Izraela, pierwszy bank centralny tego państwa. Prezes banku Dawid Horowic wraz z przewodniczącym Rady Doradczej Eli’ezerem Hoofienem podjęli decyzję o druku pierwszej serii banknotów Banku Izraela. Zadanie druku zlecono brytyjskiej drukarni Thomas de la Rue and Co. Emisja objęła banknoty o nominałach: 500 prut, jednego funta, pięciu, 10 i 50 funtów. W 1959 roku wyemitowano drugą serię banknotów, na których widnieli przedstawiciele różnych zawodów w Izraelu. Nominały obejmowały: ½ funta, jeden funt, pięć, 10 i 50 funtów.
W 1960 roku w obiegu znalazły się nowe monety. Dotychczas używane pruty zastąpiono nowymi agorami i funtami. Jeden funt był równy 100 agorom. Początkowo do obiegu weszły monety o nominałach: jednej agory, pięciu, 10 i 25 agor. W 1963 roku banknoty o nominałach ½ i jednego funta zostały zastąpione monetami o tej samej wartości. W 1967 roku wyemitowano nowy wzór monety jednofuntowej.
Wzrost zapotrzebowania na banknoty o wyższym nominale doprowadził do emisji trzeciej serii banknotów Banku Izraela. W ten sposób w 1969 roku na rynku pojawił się banknot o nominale 100 funtów.
W 1976 roku w celu redukcji kosztów związanych z produkcją banknotów postanowiono ustandaryzować ich wielkość w czwartej serii banknotów Banku Izraela.
W 1978 roku banknot pięciofuntowy został zastąpiony monetą tej samej wartości.

## Banknoty i monety

### Banknoty emisji Bank Leumi le-Israel
| Nominał banknotu | Grafika | Data emisji    | Data wycofania | Wymiary     | Opis |
| ---------------- | ------- | -------------- | -------------- | ----------- | --- |
| 500 prut         |         | 9 czerwca 1952 | 7 lutego 1961  | 148 × 72 mm | - Awers: gilosz, numer, nominał i nazwa banku w języku hebrajskim - Rewers: gilosz, nominał i nazwa banku w językach arabskim i angielskim |
| 1 ILP            |         | 9 czerwca 1952 | 7 lutego 1961  | 150 × 75 mm | - Awers: gilosz, numer, nominał i nazwa banku w języku hebrajskim - Rewers: gilosz, nominał i nazwa banku w językach arabskim i angielskim |
| 5 ILP            |         | 9 czerwca 1952 | 7 lutego 1961  | 155 × 80 mm | - Awers: gilosz, numer, nominał i nazwa banku w języku hebrajskim - Rewers: gilosz, nominał i nazwa banku w językach arabskim i angielskim |
| 10 ILP           |         | 9 czerwca 1952 | 7 lutego 1961  | 155 × 80 mm | - Awers: gilosz, numer, nominał i nazwa banku w języku hebrajskim - Rewers: gilosz, nominał i nazwa banku w językach arabskim i angielskim |
| 50 ILP           |         | 9 czerwca 1952 | 7 lutego 1961  | 160 × 85 mm | - Awers: gilosz, nominał i nazwa banku w języku hebrajskim - Rewers: gilosz, nominał i nazwa banku w językach arabskim i angielskim        |

### Banknoty emisji Banku Izraela

#### Pierwsza emisja
| Nominał banknotu | Grafika | Data emisji          | Data wycofania | Wymiary                | Opis |
| ---------------- | ------- | -------------------- | -------------- | ---------------------- | --- |
| 500 prut         |         | 4 sierpnia 1955      | 31 marca 1984  | 130 × 72 mm            | - Awers: gilosz, numer, nominał i nazwa banku (po hebrajsku), ruiny synagogi w Birim w Górnej Galilei - Rewers: gilosz, nominał i nazwa banku w językach arabskim i angielskim |
| 1 ILP            |         | 27 października 1955 | 31 marca 1984  | 35 × 72 mm135 × 72 mm  | - Awers: gilosz, numer, nominał i nazwa banku (po hebrajsku), krajobraz Górnej Galilei - Rewers: gilosz, nominał i nazwa banku w językach arabskim i angielskim                |
| 5 ILP            |         | 27 października 1955 | 31 marca 1984  | 140 × 78 mm            | - Awers: gilosz, numer, nominał i nazwa banku (po hebrajsku), krajobraz Negewu - Rewers: gilosz, nominał i nazwa banku w językach arabskim i angielskim                        |
| 10 ILP           |         | 4 sierpnia 1955      | 31 marca 1984  | 150 × 82 mm            | - Awers: gilosz, numer, nominał i nazwa banku (po hebrajsku), krajobraz Doliny Jezre’el - Rewers: gilosz, nominał i nazwa banku w językach arabskim i angielskim               |
| 50 ILP           |         | 9 września 1957      | 31 marca 1984  | 160 × 87 mm160 × 86 mm | - Awers: gilosz, numer, nominał i nazwa banku (po hebrajsku), droga do Jerozolimy - Rewers: gilosz, nominał i nazwa banku w językach arabskim i angielskim                     |

#### Druga emisja
| Nominał banknotu | Grafika | Data emisji          | Data wycofania | Wymiary     | Portret                | Opis |
| ---------------- | ------- | -------------------- | -------------- | ----------- | ---------------------- | --- |
| ½ ILP            |         | 15 października 1959 | 31 marca 1984  | 130 × 72 mm | członkini ruchu Nachal | - Awers: członkini ruchu Nachal na tle kibucu i pól, nominał i nazwa banku w języku hebrajskim - Rewers: Grobowiec Sanhedrynu, gilosz, numery, nazwa banku w językach arabskim, hebrajskim i angielskim                  |
| 1 ILP            |         | 15 października 1959 | 31 marca 1984  | 135 × 75 mm | rybak                  | - Awers: rybak na tle zatoki, nominał i nazwa banku w języku hebrajskim - Rewers: mozaika z Isfiji, numery, nazwa banku w językach arabskim, hebrajskim i angielskim                                                     |
| 5 ILP            |         | 15 października 1959 | 31 marca 1984  | 140 × 78 mm | robotnik               | - Awers: robotnik z młotem na tle fabryki, nominał i nazwa banku w języku hebrajskim - Rewers: pieczęć z ryczącym lwem z Megiddo, gilosz, numery, nazwa banku w językach arabskim, hebrajskim i angielskim               |
| 10 ILP           |         | 15 października 1959 | 31 marca 1984  | 150 × 82 mm | naukowiec              | - Awers: naukowiec w laboratorium, nominał i nazwa banku w języku hebrajskim - Rewers: fragment Ks. Izajasza i zwoje z Kumran, gilosz, numery, nazwa banku w językach arabskim, hebrajskim i angielskim                  |
| 50 ILP           |         | 15 października 1959 | 31 marca 1984  | 178 × 93 mm | pionierzy              | - Awers: dwójka pionierów na tle kibucu na Negewie, nominał i nazwa banku w języku hebrajskim - Rewers: menora ze starożytnej synagogi w Nirim, gilosz, numery, nazwa banku w językach arabskim, hebrajskim i angielskim |

#### Trzecia emisja
| Nominał banknotu | Grafika | Data emisji      | Data wycofania | Wymiary     | Portret              | Opis |
| ---------------- | ------- | ---------------- | -------------- | ----------- | -------------------- | --- |
| 5 ILP            |         | 13 stycznia 1972 | 31 marca 1984  | 150 × 75 mm | Albert Einstein      | - Awers: Albert Einstein, gilosz, nominał i nazwa banku w języku hebrajskim - Rewers: izraelski reaktor Nachal Sorek, gilosz, numery, nazwa banku w językach arabskim, hebrajskim i angielskim                   |
| 10 ILP           |         | 6 sierpnia 1970  | 31 marca 1984  | 160 × 80 mm | Chaim Nachman Bialik | - Awers: Chaim Nachman Bialik, gilosz, nominał i nazwa banku w języku hebrajskim - Rewers: dom Bialika w Tel Awiwie, gilosz, numery, nazwa banku w językach arabskim, hebrajskim i angielskim                    |
| 50 ILP           |         | 13 stycznia 1972 | 31 marca 1984  | 170 × 85 mm | Chaim Weizman        | - Awers: Chaim Weizman, gilosz, nominał i nazwa banku w języku hebrajskim - Rewers: budynek Knesetu, gilosz, numery, nazwa banku w językach arabskim, hebrajskim i angielskim                                    |
| 100 ILP          |         | 27 lutego 1969   | 31 marca 1984  | 180 × 90 mm | Theodor Herzl        | - Awers: Theodor Herzl, gilosz, nominał i nazwa banku w języku hebrajskim - Rewers: herb Izraela otoczony symbolami 12 plemion Izraela, gilosz, numery, nazwa banku w językach arabskim, hebrajskim i angielskim |

#### Czwarta emisja
| Nominał banknotu | Grafika | Data emisji      | Data wycofania | Wymiary     | Portret            | Opis |
| ---------------- | ------- | ---------------- | -------------- | ----------- | ------------------ | --- |
| 5 ILP            |         | 11 marca 1976    | 31 marca 1984  | 128 × 76 mm | Henrietta Szold    | - Awers: Henrietta Szold na tle szpitala Hadassa w Jerozolimie, nominał i nazwa banku w języku hebrajskim - Rewers: Brama Lwów, numery, nazwa banku w językach arabskim, hebrajskim i angielskim                                   |
| 10 ILP           |         | 30 stycznia 1975 | 31 marca 1984  | 135 × 76 mm | Mojżesz Montifiori | - Awers: Mojżesz Montifiori(ang.) na tle wiatraka w pierwszej żydowskiej dzielnicy w Jerozolimie, nominał i nazwa banku w języku hebrajskim - Rewers: Brama Jafy, numery, nazwa banku w językach arabskim, hebrajskim i angielskim |
| 50 ILP           |         | 26 stycznia 1978 | 31 marca 1984  | 141 × 76 mm | Chaim Weizman      | - Awers: Chaim Weizman na tle biblioteki Instytutu Weizmana, nominał i nazwa banku w języku hebrajskim - Rewers: Brama Damasceńska, numery, nazwa banku w językach arabskim, hebrajskim i angielskim                               |
| 100 ILP          |         | 14 marca 1975    | 31 marca 1984  | 147 × 76 mm | Theodor Herzl      | - Awers: Theodor Herzl na tle wejścia na cmentarz na Wzgórzu Herzla, nominał i nazwa banku w języku hebrajskim - Rewers: Brama Syjonu, numery, nazwa banku w językach arabskim, hebrajskim i angielskim                            |
| 500 ILP          |         | 26 maja 1977     | 31 marca 1984  | 153 × 76 mm | Dawid Ben Gurion   | - Awers: Dawid Ben Gurion na tle biblioteki kibuca Sde Boker, nominał i nazwa banku w języku hebrajskim - Rewers: Brama Złota, numery, nazwa banku w językach arabskim, hebrajskim i angielskim                                    |

### Monety

#### Pruta (1949–1960)
| Nominał monety | Grafika | Data                 | Data           | Parametry                             | Parametry | Parametry | Opis |
| Nominał monety | Grafika | Wprowadzenia         | Wycofania      | Stop                                  | Waga      | Średnica  | Opis |
| -------------- | ------- | -------------------- | -------------- | ------------------------------------- | --------- | --------- | --- |
| 1 pruta        |         | 25 października 1950 | 22 lutego 1980 | 97% aluminium, 3% magnez              | 1,3 g     | 21 mm     | Awers przedstawia kotwicę i stanowi odwołanie do monety z czasów Aleksandra Jannaja, zawiera nazwę państwa w językach arabskim i hebrajskim. Rewers zawiera nominał monety, napis „Pruta” po hebrajsku oraz rok zapisany po hebrajsku, które otoczone są stylizowanymi gałązkami oliwnymi.                                                                    |
| 5 prut         |         | 28 grudnia 1950      | 22 lutego 1980 | 95% miedź, 3% cyna, 2% cynk           | 3,2 g     | 20 mm     | Awers przedstawia lirę i stanowi odwołanie do monety z czasów powstania Bar-Kochby, zawiera nazwę państwa w językach arabskim i hebrajskim. Rewers zawiera nominał monety, napis „Pruta” po hebrajsku oraz rok zapisany po hebrajsku, które otoczone są stylizowanymi gałązkami oliwnymi.                                                                     |
| 10 prut        |         | 4 stycznia 1950      | 22 lutego 1980 | 95% miedź, 3% cyna, 2% cynk           | 6,1 g     | 27 mm     | Awers przedstawia amforę i jest odwołaniem do monety z czasów powstania Bar-Kochby, zawiera nazwę państwa w językach arabskim i hebrajskim. Rewers zawiera nominał monety, napis „Pruta” po hebrajsku oraz rok zapisany po hebrajsku, które otoczone są stylizowanymi gałązkami oliwnymi.                                                                     |
| 10 prut        |         | 18 września 1952     | 22 lutego 1980 | 97% aluminium, 3% magnez              | 1,6 g     | 24,5 mm   | Moneta o nieregularnym, falistym kształcie. Awers przedstawia dzban otoczony dwoma gałązkami i jest odwołaniem do monety z czasów powstania Bar-Kochby, zawiera nazwę państwa w językach arabskim i hebrajskim. Rewers zawiera nominał monety, napis „Pruta” po hebrajsku oraz rok zapisany po hebrajsku, które otoczone są stylizowanymi gałązkami oliwnymi. |
| 10 prut        |         | 27 grudnia 1956      | 22 lutego 1980 | aluminium                             | 1,6 g     | 24,5 mm   | Awers przedstawia dzban i jest odwołaniem do monety z czasów powstania Bar-Kochby, zawiera nazwę państwa w językach arabskim i hebrajskim. Rewers zawiera nominał monety, napis „Prutot” po hebrajsku oraz rok zapisany po hebrajsku, które otoczone są stylizowanymi gałązkami oliwnymi.                                                                     |
| 10 prut        |         | 1957–1958            | 22 lutego 1980 | aluminium pokryte miedzią             | 1,6 g     | 24,5 mm   | Awers przedstawia dzban i jest odwołaniem do monety z czasów powstania Bar-Kochby, zawiera nazwę państwa w językach arabskim i hebrajskim. Rewers zawiera nominał monety, napis „Prutot” po hebrajsku oraz rok zapisany po hebrajsku, które otoczone są stylizowanymi gałązkami oliwnymi.                                                                     |
| 25 prut        |         | 4 stycznia 1950      | 22 lutego 1980 | miedzionikiel                         | 2,8 g     | 19,5 mm   | Awers przedstawia kiść winogron na gałązce i jest odwołaniem do monety z czasów powstania Bar-Kochby, zawiera nazwę państwa w językach arabskim i hebrajskim. Rewers zawiera nominał monety, napis „Pruta” po hebrajsku oraz rok zapisany po hebrajsku, które otoczone są stylizowanymi gałązkami oliwnymi.                                                   |
| 50 prut        |         | 11 maja 1949         | 22 lutego 1980 | miedzionikiel                         | 5,6 g     | 23,5 mm   | Awers przedstawia liść winorośli i jest odwołaniem do monety z czasów powstania żydowskiego (66–73 p.n.e.), zawiera nazwę państwa w językach arabskim i hebrajskim. Rewers zawiera nominał monety, napis „Pruta” po hebrajsku oraz rok zapisany po hebrajsku, które otoczone są stylizowanymi gałązkami oliwnymi.                                             |
| 50 prut        |         | 1954                 | 22 lutego 1980 | stal niklowana                        | 5 g       | 23,6 mm   | Awers przedstawia liść winorośli i jest odwołaniem do monety z czasów powstania żydowskiego (66–73 p.n.e.), zawiera nazwę państwa w językach arabskim i hebrajskim. Rewers zawiera nominał monety, napis „Pruta” po hebrajsku oraz rok zapisany po hebrajsku, które otoczone są stylizowanymi gałązkami oliwnymi.                                             |
| 100 prut       |         | 25 maja 1949         | 22 lutego 1980 | miedzionikiel                         | 11,3 g    | 28,5 mm   | Awers przedstawia palmę i jest odwołaniem do monety z czasów powstania Bar-Kochby, zawiera nazwę państwa w językach arabskim i hebrajskim. Rewers zawiera nominał monety, napis „Pruta” po hebrajsku oraz rok zapisany po hebrajsku, które otoczone są stylizowanymi gałązkami oliwnymi.                                                                      |
| 100 prut       |         | 21 kwietnia 1955     | 22 lutego 1980 | 90% stal, 10% nikiel                  | 7,3 g     | 25,6 mm   | Awers przedstawia palmę i jest odwołaniem do monety z czasów powstania Bar-Kochby, zawiera nazwę państwa w językach arabskim i hebrajskim. Rewers zawiera nominał monety, napis „Pruta” po hebrajsku oraz rok zapisany po hebrajsku, które otoczone są stylizowanymi gałązkami oliwnymi.                                                                      |
| 250 prut       |         | 11 października 1950 | 22 lutego 1980 | miedzionikiel                         | 14,1 g    | 32,2 mm   | Awers przedstawia trzy kłosy owsa i jest odwołaniem do monety z czasów powstania żydowskiego (66–73 p.n.e.), zawiera nazwę państwa w językach arabskim i hebrajskim. Rewers zawiera nominał monety, napis „Pruta” po hebrajsku oraz rok zapisany po hebrajsku, które otoczone są stylizowanymi gałązkami oliwnymi.                                            |
| 500 prut       |         | 22 maja 1952         | 22 lutego 1980 | 50% srebro, 37,5% miedź, 12,5% nikiel | 25 gr     | 37,1 mm   | Awers przedstawia trzy owoce granatu i jest odwołaniem do monety z czasów powstania żydowskiego (66–73 p.n.e.), zawiera nazwę państwa w językach arabskim i hebrajskim. Rewers zawiera nominał monety, napis „Pruta” po hebrajsku oraz rok zapisany po hebrajsku, które otoczone są stylizowanymi gałązkami oliwnymi.                                         |

#### Agora i funt (1960–1980)
| Nominał monety | Grafika | Data                 | Data           | Parametry                          | Parametry | Parametry | Opis |
| Nominał monety | Grafika | Wprowadzenia         | Wycofania      | Stop                               | Waga      | Średnica  | Opis |
| -------------- | ------- | -------------------- | -------------- | ---------------------------------- | --------- | --------- | --- |
| 1 agora        |         | 12 maja 1960         | 22 lutego 1980 | 97% aluminium, 3% magnez           | 1,03 g    | 20 mm     | Moneta o nieregularnym, falistym kształcie. Awers przedstawia trzy kłosy i nazwę państwa w językach arabskim i hebrajskim. Jego motyw nawiązuje do monety z czasów Heroda Agryppy I. Rewers zawiera nominał monety, napis „Agora” po hebrajsku oraz rok zapisany po hebrajsku.                    |
| 5 agor         |         | 20 października 1960 | 22 lutego 1980 | 95% miedź, 3% cyna, 2% cynk        | 2,3 g     | 17,5 mm   | Awers przedstawia trzy owoce granatu, nazwę państwa w językach arabskim i hebrajskim. Motyw nawiązuje do rzeźby znalezionej w synagodze w Kafarnaum. Rewers zawiera nominał monety, napis „Agora” po hebrajsku oraz rok zapisany po hebrajsku.                                                    |
| 5 agor         |         | 1976                 | 22 lutego 1980 | aluminium                          | 0,77 g    | 17,5 mm   | Awers przedstawia trzy owoce granatu, nazwę państwa w językach arabskim i hebrajskim. Motyw nawiązuje do rzeźby znalezionej w synagodze w Kafarnaum. Rewers zawiera nominał monety, napis „Agora” po hebrajsku oraz rok zapisany po hebrajsku.                                                    |
| 10 agor        |         | 6 maja 1960          | 22 lutego 1980 | 95% miedź, 3% cyna, 2% cynk        | 5 g       | 21,5 mm   | Awers przedstawia palmę, nazwę państwa w językach arabskim i hebrajskim. Motyw nawiązuje do monety z czasów powstania Bar-Kochby. Rewers zawiera nominał monety, napis „Agora” po hebrajsku oraz rok zapisany po hebrajsku.                                                                       |
| 10 agor        |         | 1977                 | 22 lutego 1980 | aluminium                          | 1,61 g    | 21,5 mm   | Awers przedstawia palmę, nazwę państwa w językach arabskim i hebrajskim. Motyw nawiązuje do monety z czasów powstania Bar-Kochby. Rewers zawiera nominał monety, napis „Agora” po hebrajsku oraz rok zapisany po hebrajsku.                                                                       |
| 25 agor        |         | 17 maja 1960         | 22 lutego 1980 | 92% miedź, 6% aluminium, 2% nikiel | 6,5 g     | 25,5 mm   | Awers przedstawia lirę, nazwę państwa w językach arabskim i hebrajskim, a motywem nawiązuje do monety z czasów powstania Bar-Kochby. Rewers zawiera nominał monety, napis „Agora” po hebrajsku oraz rok zapisany po hebrajsku.                                                                    |
| ½ funta        |         | 12 września 1963     | 22 lutego 1980 | 75% miedź, 25% nikiel              | 6,8 g     | 24,5 mm   | Awers przedstawia herb Izraela otoczony dwoma gałązkami oliwnymi, nazwę państwa w językach arabskim, angielskim i hebrajskim oraz trzy owoce granatu. Rewers zawiera nominał monety, napis lira jisra’elit oraz rok zapisany po hebrajsku.                                                        |
| 1 funt         |         | 12 września 1963     | 22 lutego 1980 | 75% miedź, 25% nikiel              | 9 g       | 27,5 mm   | Awers przedstawia herb Izraela otoczony dwoma gałązkami oliwnymi, nazwę państwa w językach arabskim, angielskim i hebrajskim oraz trzy owoce granatu. Rewers zawiera nominał monety, napis lira jisra’elit oraz rok zapisany po hebrajsku.                                                        |
| 1 funt         |         | wrzesień1967         | 22 lutego 1980 | 75% miedź, 25% nikiel              | 9 g       | 27,5 mm   | Awers przedstawia herb Izraela, trzy owoce granatu, nazwę państwa w językach arabskim, angielskim i hebrajskim. Motyw nawiązuje do monety z czasów powstania żydowskiego (66–73 p.n.e.). Rewers zawiera nominał monety, napis lira jisra’elit achat, dwie gwiazdy oraz rok zapisany po hebrajsku. |
| 5 funtów       |         | 21 września 1978     | 22 lutego 1980 | 75% miedź, 25% nikiel              | 11,2 g    | 30 mm     | Awers przedstawia herb Izraela, lwa Judy, nazwę państwa w językach arabskim, angielskim i hebrajskim. Rewers zawiera nominał monety, napis lirot jisra’elijot, dwie gwiazdy oraz rok zapisany po hebrajsku.                                                                                       |